# Orthocentrus rufescens
Orthocentrus rufescens är en stekelart som beskrevs av Carl Gustav Alexander Brischke 1871. Orthocentrus rufescens ingår i släktet Orthocentrus och familjen brokparasitsteklar. Inga underarter finns listade i Catalogue of Life.